# Macrozamia secunda
Macrozamia secunda är en kärlväxtart som beskrevs av Charles Moore. Macrozamia secunda ingår i släktet Macrozamia och familjen Zamiaceae. IUCN kategoriserar arten globalt som sårbar. Inga underarter finns listade i Catalogue of Life.